# Chatham Island (Australia Occidentale)
Chatham Island è un'isola disabitata nelle acque dell'oceano Indiano, al largo della costa dell'Australia Occidentale, nella regione del South West. Appartiene alla Local government area della Contea di Manjimup.
L'isola, che ha una superficie di circa 1 km², si trova al largo del Parco nazionale D'Entrecasteaux e 3 km a sud dalla spiaggia di Mandalay.
Chiamata Cape Chatham da George Vancouver a bordo della HMS Discovery, nel 1791, l'isola fu successivamente ribattezzata Chatham Island.